# Metacatharsius brevicosta
Metacatharsius brevicosta är en skalbaggsart som beskrevs av Müller 1947. Metacatharsius brevicosta ingår i släktet Metacatharsius och familjen bladhorningar. Inga underarter finns listade i Catalogue of Life.